# Чхан Хе Джин
Чхан Хе Джин (кор. 장혜진; 13 мая 1987, Тэгу, Республика Корея) — южнокорейская спортсменка, стрелок из лука. Абсолютная чемпионка летних Олимпийских игр 2016 года в Рио-де-Жанейро.

## Карьера
Заниматься стрельбой из лука Чхан Хе Джин начала в 1998 году, а первым успехом в её карьере стала победа в командном турнире на Универсиаде 2009 года в Белграде.
В 2012 году из-за высочайшей конкуренции не попала в олимпийскую сборную на Игры в Лондоне, но уже спустя год стала чемпионкой мира в командном турнире. В 2014 году выиграла домашние Азиатские игры в командном зачёте, а также стала вице-чемпионкой в личном турнире. 14 июня 2016 года Чхан Хе Джин вместе с Ки Бо Бэ и Чхве Ми Сун на этапе Кубка мира в турецкой Анталье установили новый мировой рекорд, равный 2045 очкам.
В августе 2016 года Чхан Хе Джин вошла в состав корейской команды для участия в летних Олимпийских играх в Рио-де-Жанейро. Своё первое олимпийское золото Чхан выиграла в командном турнире. По итогам квалификационного раунда кореянки заняли 1-е место, обойдя ближайших преследовательниц из России на 60 очков. В раунде плей-офф корейские лучницы уверенно разобрались со всеми соперницами, заканчивая каждый матч со счётом 5:1, при этом в финале кореянки победили сборную России, взяв тем самым реванш за поражение в полуфинале последнего мирового первенства.
В квалификации личного турнира Чхан заняла второе место, набрав 666 очков, уступив при этом лишь своей соотечественнице Чхве Ми Сун. В первом раунде плей-офф соперницей Чхан Хе Джин стала Луситания Татафу, представляющая королевство Тонга. Кореянка легко победила её со счётом 6:0, а затем со счётом 6:2 одолела украинку Лидию Сиченикову. В поединке 1/8 финала с таким же счётом была обыграна Ган Ун Джу из КНДР, а в четвертьфинале Чхан не оставила шансов Наоми Фолкард из Великобритании (7:1). В полуфинале соперницей Чхан Хе Джин стала подруга по команде и действующая олимпийская чемпионка Ки Бо Бэ, которая в случае победы в турнире могла стать первой в истории женской стрельбы из  четырёхкратной олимпийской чемпионкой. Несмотря на победу в первом сете, Ки не смогла удержать преимущество и уступила своей подруге по команде со счётом 7:3. В финальном поединке Чхан со счётом 6:2 победила немку Лизу Унрух и стала двукратной олимпийской чемпионкой.